# Epilobium hornemannii
Epilobium hornemannii là một loài thực vật có hoa trong họ Anh thảo chiều. Loài này được Rchb. mô tả khoa học đầu tiên năm 1838.

## Hình ảnh

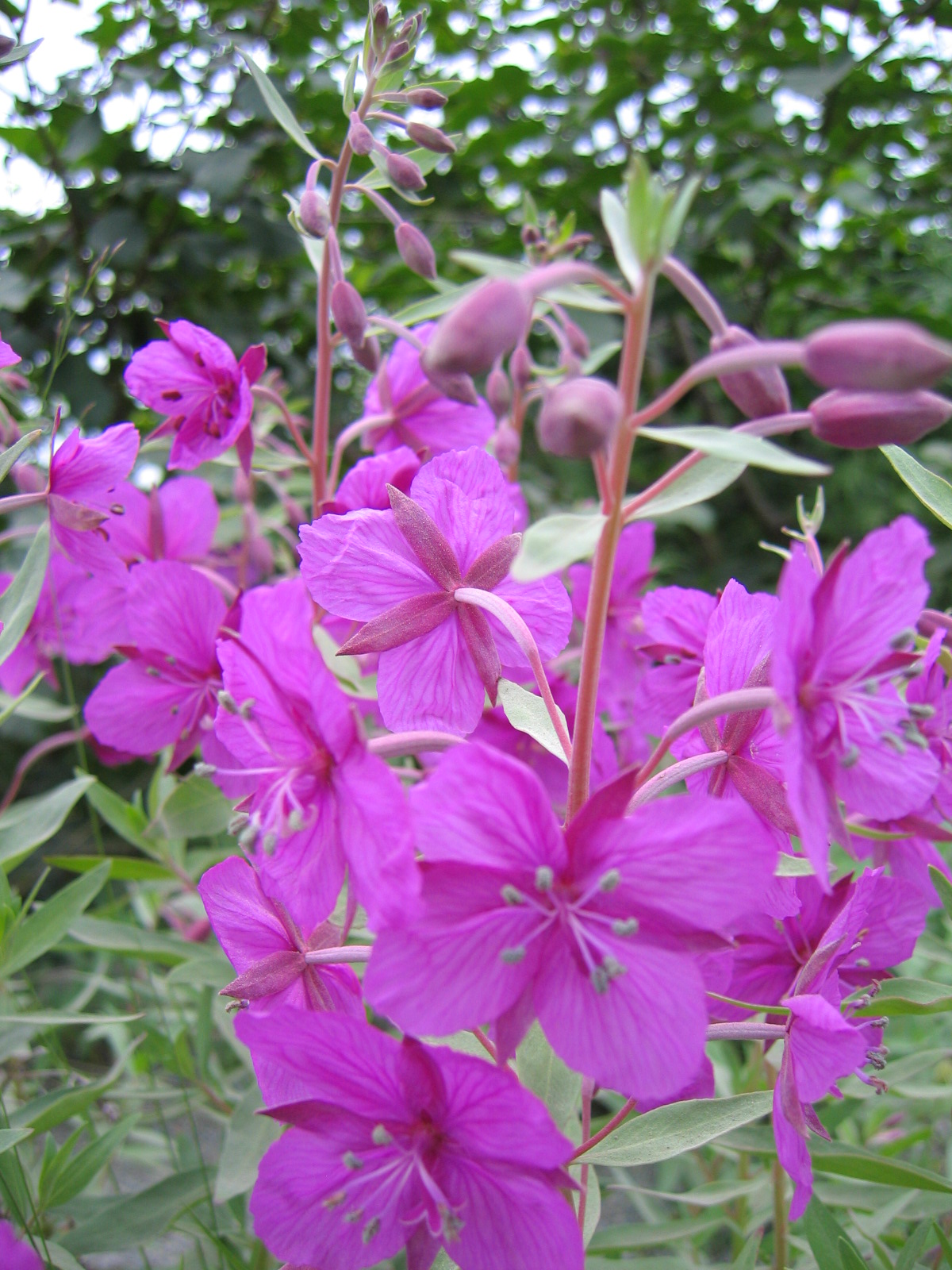